# Slovenka
Slovenka (en eslovè Noia eslovena) és una pel·lícula eslovena del 2009 dirigida per Damjan Kozole. Es desenvolupa a Ljubljana durant la presidència eslovena de la Unió Europea. La seva protagonista va ser Nina Ivanišin. La música va estar a càrrec de la banda de música electrònica Silence. Va ser estrenada el mateix any durant el Festival Internacional de Cinema de Toronto.

## Argument
Ljubljana, 2008. La pel·lícula transcorre durant la presidència eslovena de la Unió Europea. Alexandra (Nina Ivanišin) és una noia de 23 anys, estudiant d’anglès. Ve d'una petita ciutat, els seus pares estan divorciats. Ningú sap que Alexandra treballa a través d'anuncis personals en un periòdic sota el sobrenom de “The Slovenian Girl” ("La Noia d'Eslovènia") i que la prostitució és la seva font secreta d'ingressos. És molt bona manipulant als altres, inclòs el seu pare i el seu ex-xicot, és un mentidera consumada i una mica lladre. Està ressentida amb la seva mare i es refereix a ella com un «ser egoista». La seva ambició és la d'escapar de la banalitat de la seva ciutat natal i instal·lar-se en la gran ciutat, però el seu treball no declarat la porta a una perillosa trobada amb delinqüents locals.

## Repartiment
- Nina Ivanišin com Alexandra.
- Peter Musevski com el seu pare.

## Llançament
La pel·lícula es va projectar a més de 70 festivals internacionals de cinema, com ara Festival de Cinema de Sarajevo, Festival  Internacional de Cinema de Toronto, London Raindance, Montreal, Pusan, Varsòvia, València, São Paulo, El Caire, Tessalònica, Les Arcs, Palm Springs, Göteborg, Festival  Internacional de Cinema de Rotterdam, Chicago, Nova York, Edimburg, Jerusalem, Cinesonne París.

## Recepció crítica
Alissa Simon de Variety es va referir al personatge del títol com "una de les antiheroïnes més fredament calculadores per adornar la pantalla de plata." Daily Film Dose diu que la pel·lícula "és una història d'una dona jove decididament ombrívola, inquietant, bellament elaborada i amb una interpretació poderosa. Aquesta és una pel·lícula esguerradora". Per a Film Monthly, "una Call Girl és una pel·lícula emocionant per viure perquè és una pel·lícula que sembla valorar el caràcter per sobre de la trama i la substància per sobre de l'estil. Amb un guió elegantment escrit que crea personatges tridimensionals reals i un estil estètic escàs, l'estudi de personatges que afecta el director Damjan Kozole crea un estat d'ànim distintiu que és difícil d'eliminar". El diari francès Le Figaro diu, "mentida a mentida, l'heroïna és cada cop més atractiva, gràcies a la increïble actuació de Nina Ivanišin. És ella qui porta la pel·lícula, i gràcies a ella la pel·lícula és una "visita obligada". Segons la Moving Pictures Magazine, "Slovenian Girl és una meditació inquietant sobre el capitalisme i la professió més antiga del món", mentre que Mike Goodridge a Screen Daily diu que "és una metàfora intel·ligent dels valors dubtosos del capitalisme i el benefici personal que s'han estès ràpidament la nova Europa".

## Premis
- Gran Premi - Millor pel·lícula al Festival de Cinema de Girona 2012, Espanya
- Premi al millor director al Festival de Cinema de Girona 2012, Espanya
- Premi al millor guió al Festival de Cinema de Girona 2012, Espanya
- Premi a la millor actriu al Festival de Cinema de Girona 2012, Espanya
- 23ns Premis del Cinema Europeu, en selecció a la millor pel·lícula europea 2010
- Prix du Public al Festival du cinéma européen de 2010 a Essonne, França
- Premi a la millor actriu al Festival du cinéma européen 2010 a Essonne, França
- Premi a la millor actriu a la XXX edició de la Mostra de València 2009,[7]
- Premi a la millor actriu al Les Arcs European Film Festival de 2009, França